# Börsegasse

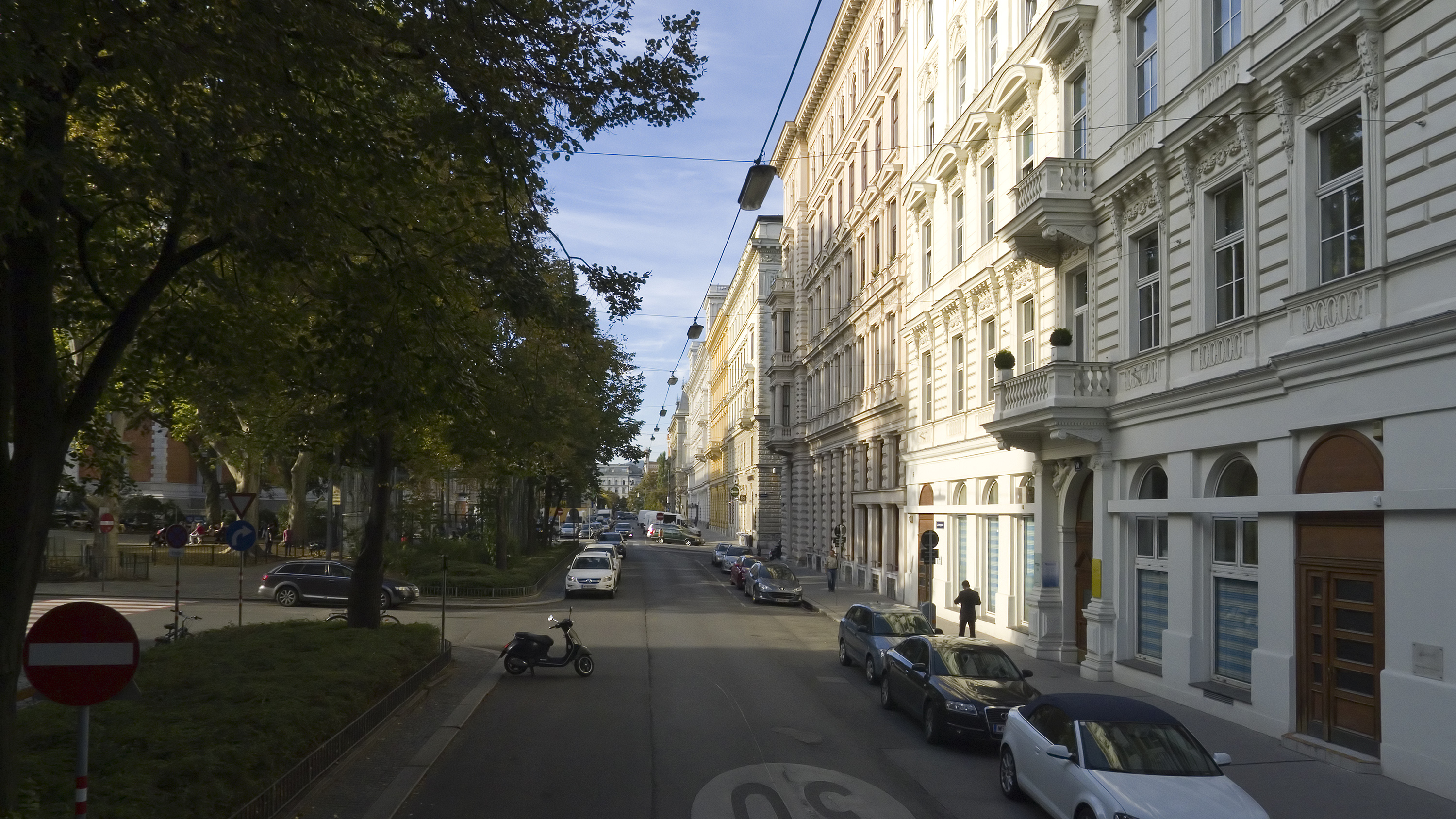
Börsegasse vom Concordiaplatz stadtauswärts

Die Börsegasse befindet sich im 1. Wiener Gemeindebezirk Innere Stadt. Sie wurde 1870 angelegt und nach dem hier befindlichen Gebäude der Wiener Börse benannt.

## Geschichte
Das Gelände der heutigen Börsegasse lag im Mittelalter zum größten Teil im Gebiet der Vorstadt vor dem Werdertor. Schräg über die Parzellen Börsegasse 1, 3, 5, 7 und 9 verlief die Ringmauer, eine um 1200 angelegte Stadtbefestigung der mittelalterlichen Stadt. Dort wo heute die Renngasse in die Börsegasse mündet (also zwischen den Hausnummern 5 und 7) befand sich der Turm auf der Goldsmit, westlich davon der Durchgangsturm und östlich davon das Werdertor. Gegenüber von diesem Abschnitt der Ringmauer lag eine Häuserzeile, die im Laufe der Zeit verschiedene Namen trug: 1305 Beim Werderburgtor, 1313 Beim Werdertor, 1360 Innerhalb Werdertor, um 1271/89, 1302, 1305, 1309 und noch 1517 Auf oder An der Goldsmit, 1444 und 1526 Unter den Parchentern oder Barchentern, seit 1547 Im Elend.
Als 1558–1561 die alte Ringmauer mit dem Durchgangsturm und dem Turm auf der Goldsmit abgebrochen wurde, bezog man den größten Teil dieses Areals in den Bau des neuen Arsenals mit ein. Lediglich ein Rest der Häuserzeile blieb als Sackgasse erhalten, die vom Arsenal begrenzt wurde. Bis 1827 hieß diese Gasse weiterhin Im Elend, dann wurde sie Zeughausgasse genannt und 1862 kurzfristig in den Salzgries einbezogen. Der äußere Bereich der heutigen Börsegasse hingegen, also der Bereich vor dem Arsenal blieb als Glacis unbebaut. Dort wo heute der Häuserblock zwischen Börsegasse, Schottenring, Neutorgasse und Esslinggasse liegt, befand sich von etwa 1650/60 bis 1809 die Neutorschanze.
1870 wurde die heutige Börsegasse trassiert und die Errichtung eines Börsengebäudes geplant, die 1874–1877 umgesetzt wurde. Die Namensgebung nach der Börse fand aber gleich 1870 statt. 1873–1875 wurde das gesamte Arsenal und auch die Häuser der ehemaligen Zeughausgasse abgerissen, das Gelände neu parzelliert und in die Börsegasse einbezogen.

## Lage und Charakteristik

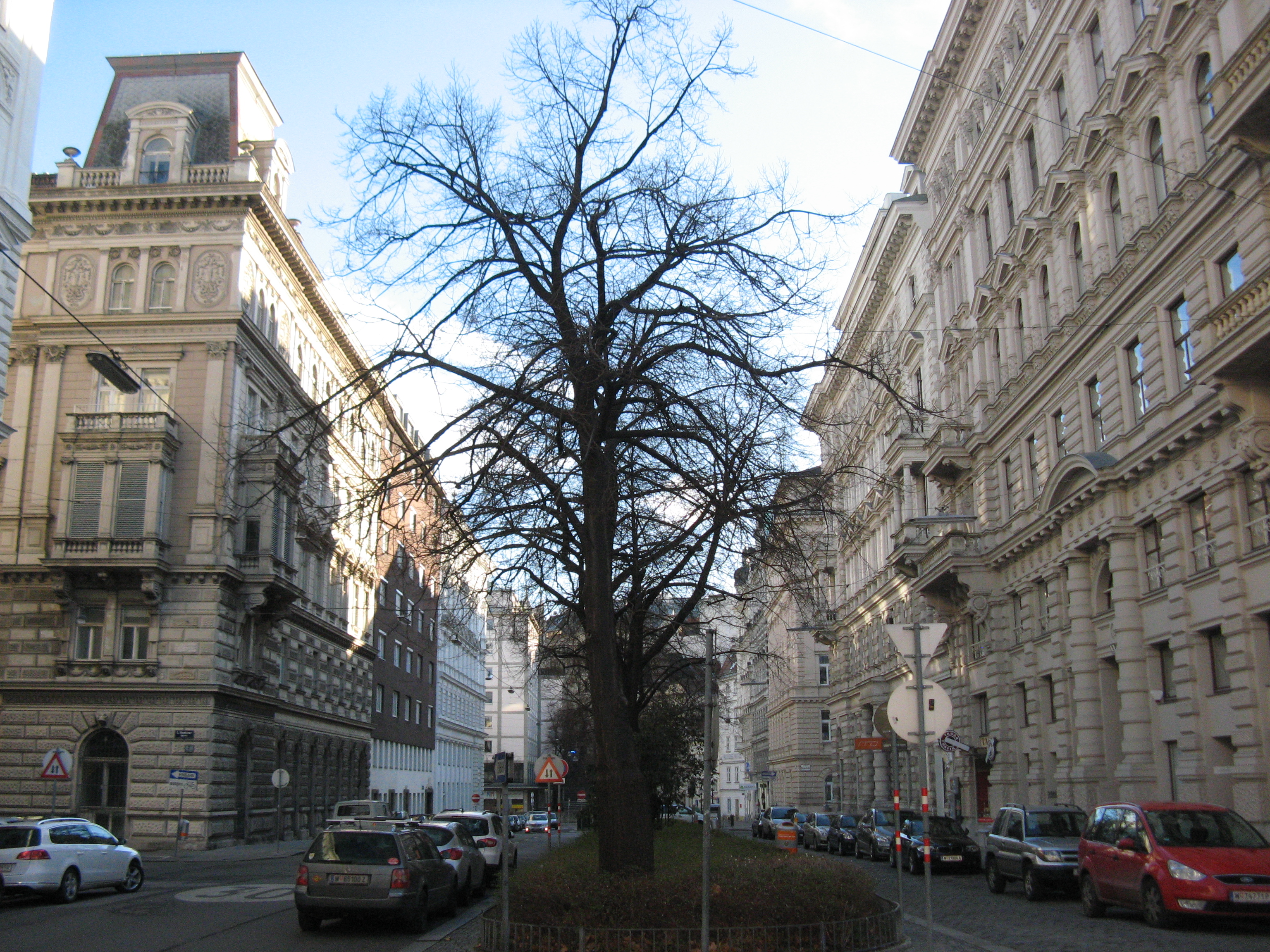
Börsegasse vom Börseplatz stadteinwärts

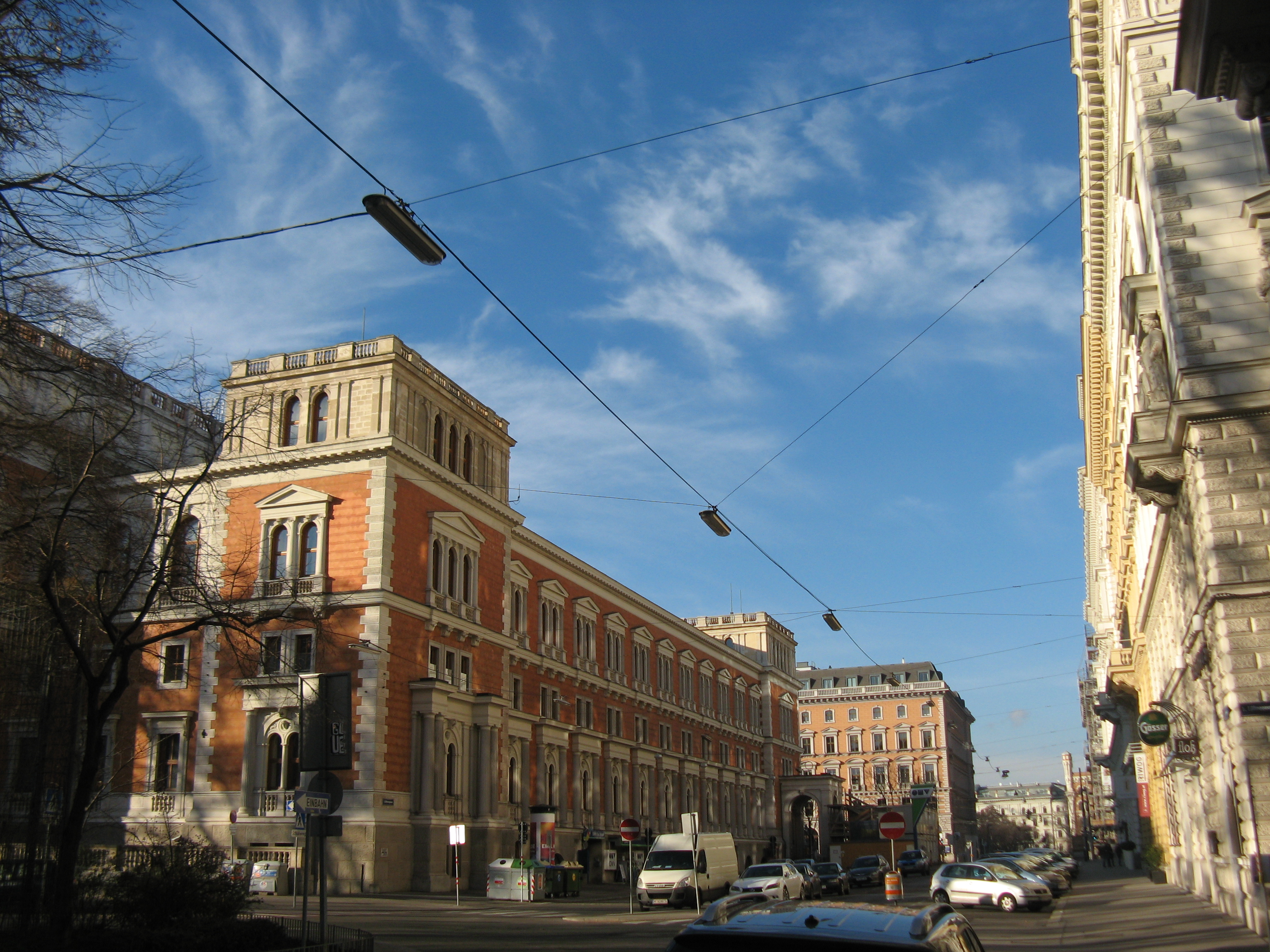
Börsegasse vom Börseplatz stadtauswärts, links das Börsengebäude

Die Börsegasse verläuft von der Stiege Am Gestade in nordwestlicher Richtung geradlinig bis zum Schlickplatz und damit bis zur Bezirksgrenze des 1. Bezirks. In der Mitte wird sie durch den Börseplatz unterbrochen. Die an und für sich breit und großzügig angelegte Gasse wurde durch verschiedene Maßnahmen für den Verkehr eingeengt. Am Beginn zwischen Tiefem Graben und Renngasse wurde die Fahrbahn auf die rechte Straßenseite beschränkt, die linke Seite steht platzartig den Fußgängern zur Verfügung. Zwischen Renngasse und Börseplatz verläuft in der Mitte ein Grünstreifen mit Bäumen und Sitzbänken. Die Hauptfahrbahn liegt wiederum an der rechten Seite, links vom Grünstreifen verläuft eine Seitenfahrbahn in die entgegengesetzte Richtung als Zufahrtsmöglichkeit für die dortigen Häuser. Zwischen Börseplatz und Schottenring ist die Fahrbahn ebenfalls auf die rechte Straßenhälfte begrenzt, vor der Börse befindet sich eine Tankstelle. Der gesamte Verlauf der Börsegasse ist als Einbahnstraße geregelt, wobei man vom Tiefen Graben bis zur Werdertorgasse in stadtauswärtige Richtung fährt, von der Maria-Theresien-Straße bis zur Werdertorgasse in stadteinwärtiger Richtung.
An öffentlichen Verkehrsmitteln verkehrt zwischen Tiefem Graben und Renngasse die Autobuslinie 2A (Haltestelle beim Concordiaplatz), zwischen Maria-Theresien-Straße und Schottenring die Straßenbahnlinie D. Die Straßenbahnlinie 1 kreuzt die Börsegasse auf dem Schottenring, die Straßenbahnlinie 71 hat ihre Endhaltestelle bei der Börse. Alle drei genannten Straßenbahnlinie haben ihre Haltestelle vor der Kreuzung des Schottenrings mit der Börsegasse. Außerdem fährt auch die Postbuslinie 1185, die vom Schwedenplatz zum Flughafen Wien führt, über große Teile der Börsegasse, ohne allerdings zu halten.
Radfahrer haben zwischen Renngasse und Tiefem Graben die Möglichkeit gegen die Einbahnrichtung auf einem markierten Streifen auf der Fahrbahn zu fahren. Fußgängern stehen ein Grünstreifen in der Fahrbahnmitte zwischen Tiefem Graben und Börseplatz mit Bäumen und Sitzbänken zur Verfügung; weitere Grünzonen in der Nähe befinden sich am Concordiaplatz, am Schottenring und vor allem auf dem Börseplatz mit dem Hermann-Gmeiner-Park.
Die Verbauung der Börsegasse erfolgte ziemlich einheitlich im historistischen Stil. Lediglich bei Hausnummer 6 handelt es sich um einen Neubau aus den 1950er Jahren. Bis auf die späthistoristischen Häuser Nr. 1, 3 und 5 sind die anderen Bauten in den 1870er Jahren in Formen der Wiener Neurenaissance gestaltet worden. Obwohl sich in der Börsegasse einige Geschäfte und Gastronomiebetriebe befinden, herrscht die Atmosphäre einer ruhigen Wohn- und Bürogegend vor. Gehobenere Einrichtungen sind vor allem in den Blocks beim Schottenring zu finden.

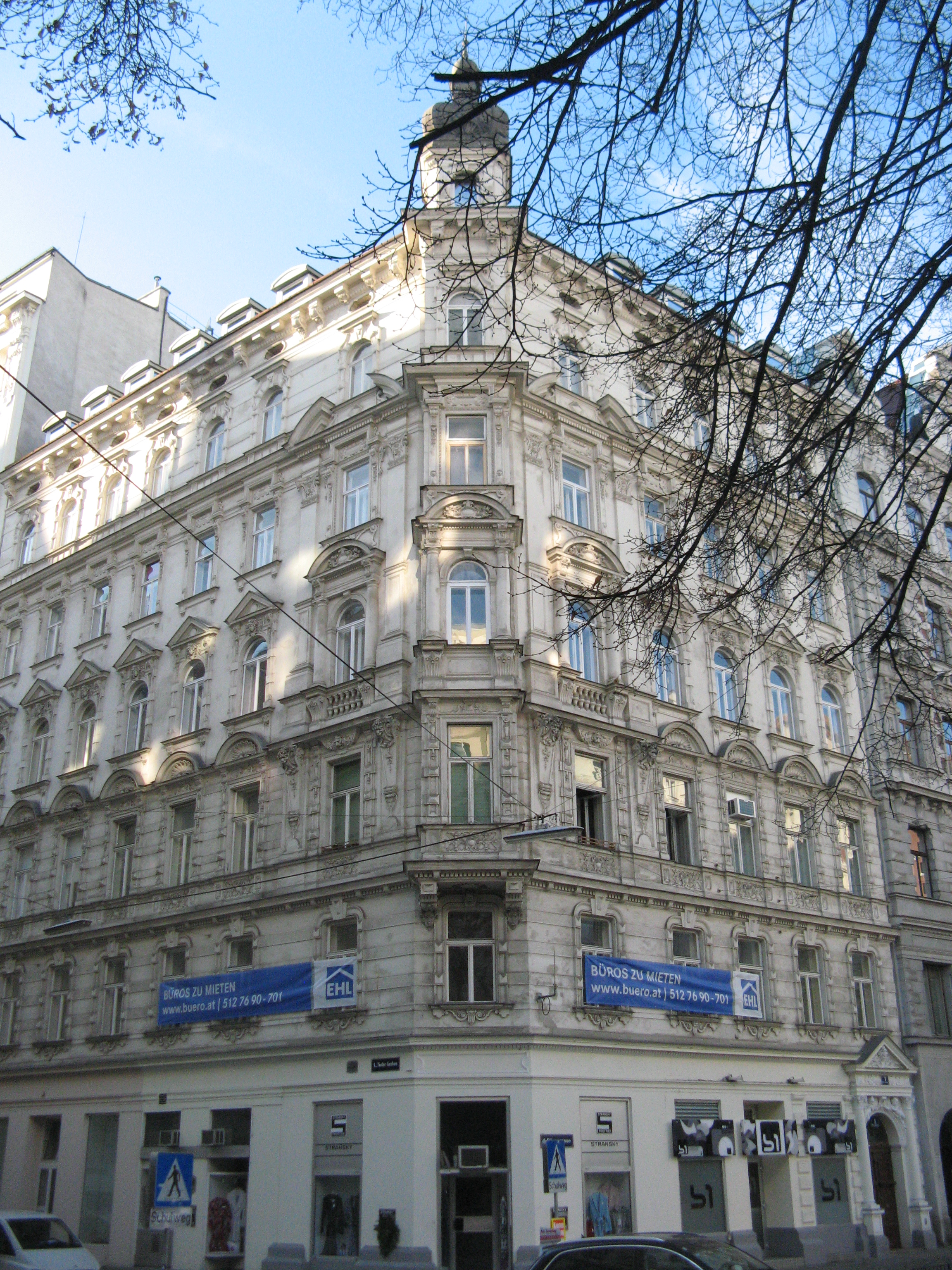
Börsegasse Nr. 1 (1892) von Hugo Steiner

## Gebäude

### Nr. 1: Eckhaus
Das Eckhaus zum Tiefen Graben wurde 1892 von Hugo Steiner im späthistoristischen, altdeutschen Stil errichtet. Die Eckabschrägung trägt ab dem 2. Obergeschoß einen viergeschoßigen Erker mit einem Türmchenaufsatz im Dachbereich. An der Fassade ist zu beiden Seiten ein seichter Risalit mit korinthischen Riesenpilastern und gesprengtem Segmentbogengiebel zu sehen. In den Zwickeln des Ädikulaportals befinden sich Genien. Bemerkenswert reich ausgestattet ist das vierjochige Foyer mit stuckierten Hängekuppeln, Lisenen, Gurten und Lünetten. Im Stiegenhaus befinden sich Türrahmungen mit gesprengten Giebeln und weiblichen Masken.

### Nr. 2, 4: Eckhaus
Das Eckhaus zum Concordiaplatz wurde 1880–1881 von Wilhelm Stiassny errichtet. Die Fassade zeigt sich heute nur mehr vereinfacht. Das Haus liegt an der Hauptadresse Concordiaplatz 1.

### Nr. 3: Späthistoristisches Haus
Das 1892–1893 von Ludwig A. Fuchsik errichtete Gebäude ist im späthistoristischen, altdeutschen Stil gestaltet. Die Fassade besitzt links einen schmalen Risalit. Die Obergeschoße sind durch gebändertes Sichtziegelmauerwerk gekennzeichnet. Über dem Risalit sowie über dem anderen Bauteil befindet sich jeweils ein Attikagiebel. Im Inneren ist das Foyer durch Lisenen gegliedert; im Vorraum zum Stiegenhaus befindet sich eine Architekteninschrift. Der Aufzug des Hauses ist noch original aus der Bauzeit.

### Nr. 5: Schulgebäude
Das Eckhaus zur Renngasse wurde 1886 als Schulgebäude errichtet und 1966 neu gestaltet. Während sich in der Renngasse eine Neue Mittelschule befindet, ist in der Börsegasse eine Volksschule untergebracht. Das Gebäude liegt an der Hauptadresse Renngasse 20.

### Nr. 6: Wohnhaus
Das einzige stilistisch aus dem Rahmen der Börsegasse fallende Bauwerk wurde 1951–1952 von Gustav Hoppe erbaut.

### Nr. 7: Eckhaus
Das monumentale Eckhaus zur Renngasse wurde 1879 von Wilhelm Stiassny mit dem benachbarten Haus Nr. 9 als Ensemble geschaffen. Die Fassade ist durch Risalite reich gegliedert. Ins Auge fallen Balkone mit ionischen Säulen. Der mehrteilige Attikaaufsatz stammt aus dem Jahr 1923. Auffällig ist auch das gebänderte Säulenportal mit seiner originalen Holztür. Reich ausgestattet ist das Foyer mit polychromer Stuccolustro-Verkleidung, mit Palmetten gezierten geraden Fenster- und Türverdachungen und profilierter Decke. Im weiten Stiegenhaus befinden sich gusseiserne Geländer und Aufzugsgitter.

### Nr. 8: Ehemaliges Wohn- und Geschäftshaus Mathias Salcher
Das monumentale, nach drei Seiten zur Börsegasse, Werdertorgasse und Neutorgasse frei stehende Gebäude wurde 1877–1878 von Alois Koch erbaut. Es liegt an der Hauptadresse Werdertorgasse 2A.

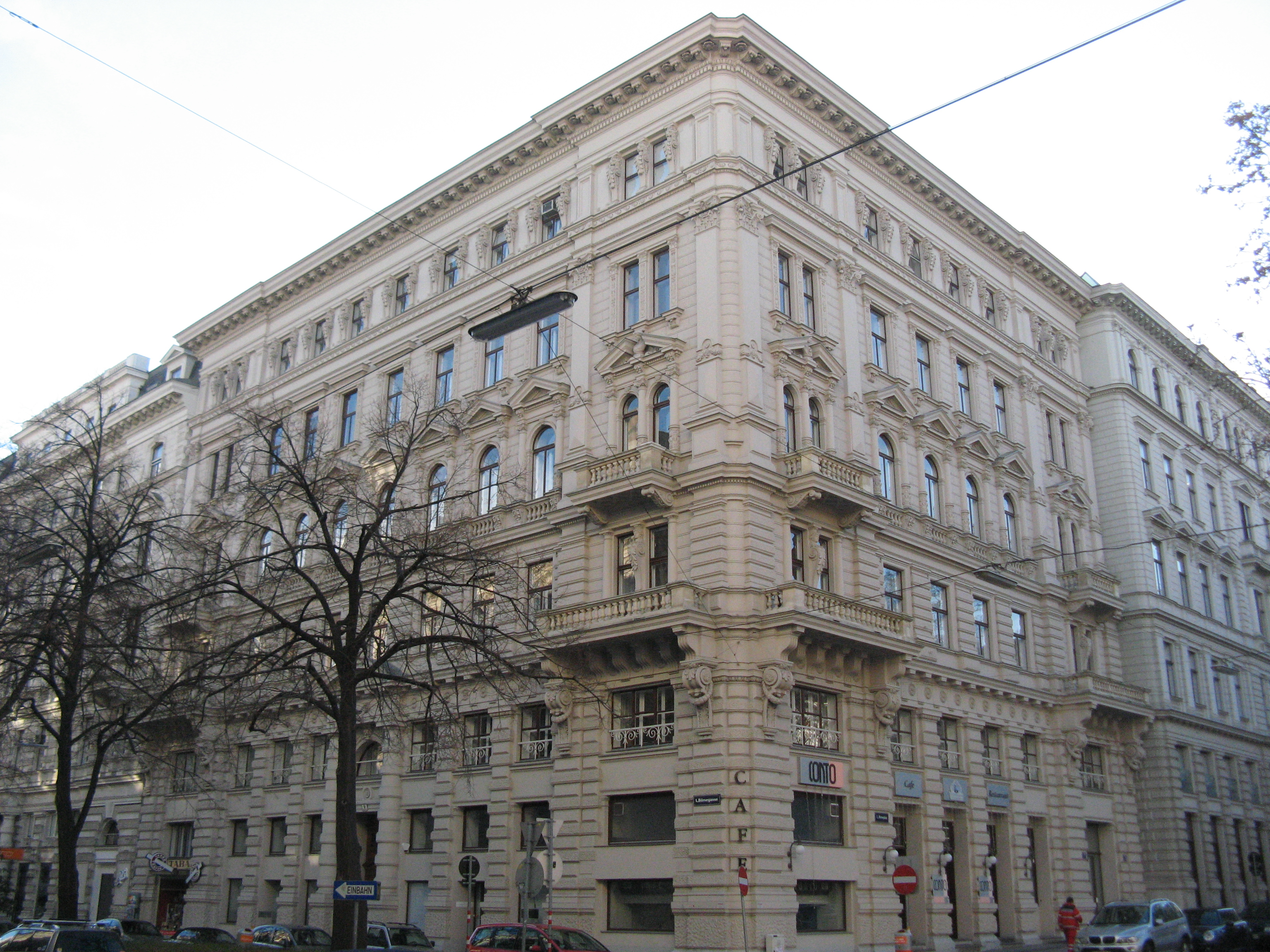
Börsegasse Nr. 9 (1879) von Wilhelm Stiassny

### Nr. 9: Eckhaus
Das historistische Eckhaus zum Börseplatz wurde 1879 von Wilhelm Stiassny mit dem benachbarten Haus Nr. 7 erbaut. Die reiche Gliederung der Fassade wird durch bossierte Bänderung, Eckrisalite mit korinthischen Riesenpilastern sowie Balkone auf Konsolen erzielt. Die Ädikulafenster und Hermenpilaster sind additiv gereiht. Das Portal ist durch Säulen mit rustizierten Trommeln hervorgehoben. Das Foyer ist durch Arkaden und Lisenen gegliedert.

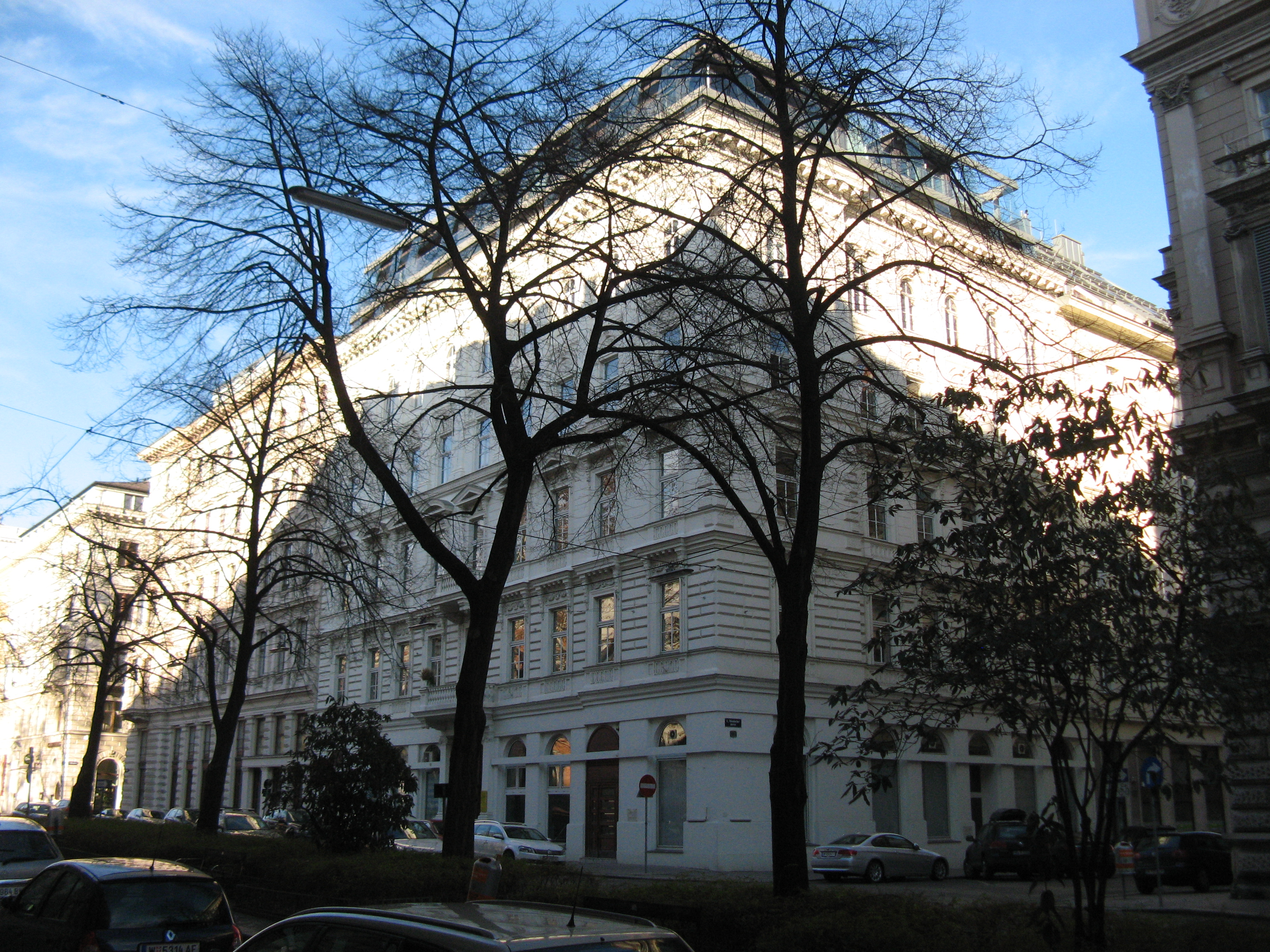
Börsegasse Nr. 10 (1872–1873) von Julius Dörfel

### Nr. 10: Eckhaus
Das Eckhaus zur Werdertorgasse wurde 1872–1873 von Julius Dörfel im historistischen Stil erbaut. Der Bau ist ortsteingequadert, besitzt einen seichten Risalit und zwei Mittelbalkone. Das Pilasterportal zeigt in den Zwickeln allegorische Figuren für Handel und Gewerbe. Das durch Pilaster und Arkaden gegliederte Foyer besitzt eine bemerkenswerte Deckenlaterne aus Schmiedeeisen mit Ätzglasverzierung und Kronenaufsatz. In den Zwickeln des Foyers sind Stuckgenien zu sehen.

### Nr. 11: Börse
Das ehemalige Gebäude der Wiener Börse ist einer der herausragenden Monumentalbauten der Ringstraßenzone. Es wurde 1873–1877 von Theophil von Hansen in Zusammenarbeit mit Carl Tietz in Neorenaissanceformen errichtet. Heute befinden sich im Inneren exklusive Büros und ein Restaurant. Das denkmalgeschützte Gebäude liegt an der Hauptadresse Schottenring 16.

### Nr. 12: Wohnhaus
Das Gebäude mit seiner strenghistoristischen Fassade wurde 1871 von Carl Tietz im Stil Theophil von Hansens errichtet. Die Sockelzone ist gequadert, ebenso wie die Ecksteine der Obergeschoße. Die Beletage ist durch einen Balkon und die additiv gereihten Ädikulafenster hervorgehoben. Das pilastergegliederte Foyer mit Blendnischen führt zu einem weiten Stiegenhaus. Im Innenhof befindet sich ein Brunnen. Eigentümer des Stadthauses war von 1872 bis 1905 der Börsenmakler und Bankier Adolf Petschek.

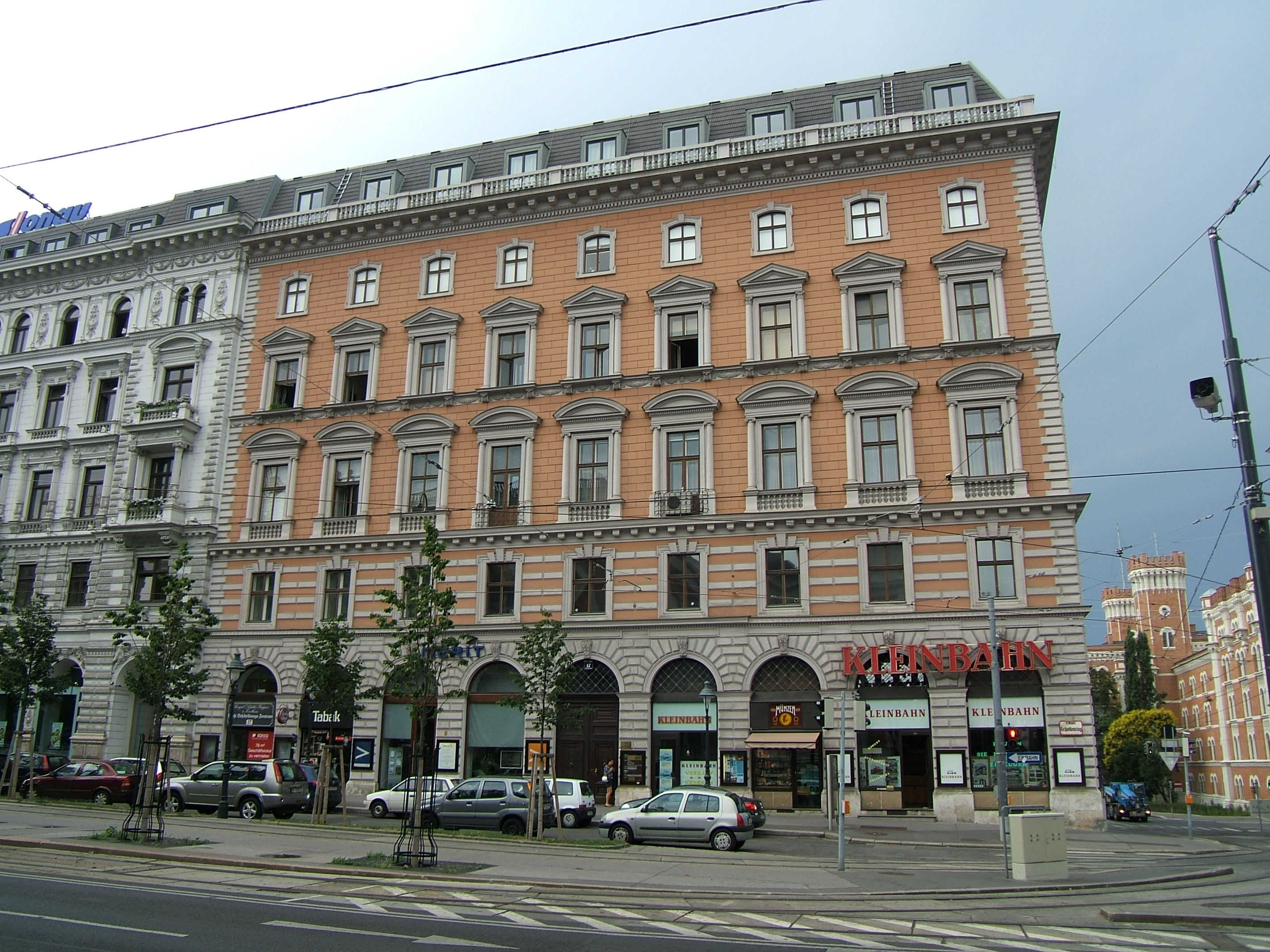
Ehemaliges Palais Léon (1870–1873) von Heinrich von Ferstel

### Nr. 13, 15: Ehemaliges Palais Léon
Jenseits des Schottenrings liegt das monumentale ehemalige Palais Léon zwischen Schottenring, Börsegasse und Schlickplatz. Es wurde 1870–1873 von Heinrich von Ferstel für den Industriellen Gustav Léon Ritter von Wernburg errichtet. Die Fassade ist allerdings nur mehr rudimentär so erhalten, wie Ferstel sie geplant hatte. Das Gebäude liegt an der Hauptadresse Schottenring 17 und steht unter Denkmalschutz.

### Nr. 14: Miethaus
Das nach drei Seiten frei stehende Haus um einen Mittelhof zwischen Börsegasse, Schottenring und Neutorgasse wurde 1870–1872 nach Plänen von Wilhelm Fraenkel errichtet. Es zeigt starke Einflüsse Theophil Hansens. Die Einfahrt in der Börsegasse ist reich mit Grotesken ausgemalt. Das Gebäude liegt an der Hauptadresse Schottenring 18–18a.

### Nr. 13, 15: Ehemalige Frucht- und Mehlbörse
Der mächtige Bau zwischen Schottenring, Börsegasse und Maria-Theresien-Straße wurde 1878 von Rudolf Neumayr erbaut. Hier befand sich ursprünglich die Frucht- und Mehlbörse; der zweigeschoßige Börsesaal an der Maria-Theresien-Straße ist allerdings nicht mehr erhalten. Die Fassade besitzt einen rustizierten Sockel, ortsteingequaderte Eckrisalite mit Balkonen, allegorische Stuckreliefs und auffallende pyramidenstumpfförmige Aufsätze mit Firstgittern. An der Ecke Schottenring/Börsegasse lag bis 2012 das Cafe Schottenring, dessen Fassade 1921 von Otto Prutscher gestaltet wurde. Das Gebäude steht unter Denkmalschutz.